# 3 000 mètres steeple masculin aux championnats du monde d'athlétisme 1995
Navigation
Stuttgart 1993 Athènes 1997
L'épreuve du 3 000 mètres steeple masculin des championnats du monde d'athlétisme 1995 s'est déroulée du 7 au 11 août 1995 à l'Ullevi Stadion de Göteborg, en Suède. Elle est remportée par le Kényan Moses Kiptanui.

## Résultats

### Finale
| Rang               | Athlète                 | Pays            | Temps         | Notes |
| ------------------ | ----------------------- | --------------- | ------------- | ----- |
| Médaille d'or      | Moses Kiptanui          | Kenya           | 8 min 04 s 16 | CR    |
| Médaille d'argent  | Christopher Koskei      | Kenya           | 8 min 09 s 30 |       |
| Médaille de bronze | Saad Al-Asmari          | Arabie saoudite | 8 min 12 s 95 | AR    |
| 4                  | Steffen Brand           | Allemagne       | 8 min 14 s 37 |       |
| 5                  | Angelo Carosi           | Italie          | 8 min 14 s 85 |       |
| 6                  | Florin Ionescu          | Roumanie        | 8 min 15 s 44 |       |
| 7                  | Vladimir Pronin         | Russie          | 8 min 16 s 59 |       |
| 8                  | Martin Strege           | Allemagne       | 8 min 18 s 57 |       |
| 9                  | Matthew Birir           | Kenya           | 8 min 21 s 15 |       |
| 10                 | Alessandro Lambruschini | Italie          | 8 min 22 s 64 |       |
| 11                 | Vladimir Golyas         | Russie          | 8 min 27 s 59 |       |
| 12                 | Javier Rodríguez        | Espagne         | 8 min 30 s 96 |       |

## Légende
Records et Performances
- AR : Record continental (area record)
- CR : Record des championnats (championship record)
- MR : Record du meeting (meet record)
- NR : Record national (national record)
- OR : Record olympique (olympic record)
- PR : Record paralympique (paralympic record)
- PB : Record personnel (personal best)
- SB : Meilleure performance personnelle de la saison (season's best)
- WL : Meilleure performance mondiale de l'année (world leader)
- WJR : Record du monde junior (world junior record)
- WR : Record du monde (world record)

Circonstances et Conditions
- DNF : N'a pas terminé (did not finish)
- DNS : N'a pas pris le départ (did not start)
- DQ : Disqualification (disqualification)
- NM : Aucun essai valable enregistré (No Mark)
- Q : Qualifié « directement » au prochain tour (ou à la prochaine compétition), lors d'une compétition majeure, grâce au classement ou à la réalisation des minima (automatic qualifier)
- q : Qualifié au prochain tour (ou à la prochaine compétition), lors d'une compétition majeure, grâce au repêchage ou à la réalisation de l'une des meilleures performances parmi celles des « non qualifiés directement » (grâce au meilleur temps ou à la meilleure distance par exemple) (secondary qualifier)